# Bertil Wennergren
Carl Bertil Otto Wennergren, född 1 april 1925 i Linköping, död där 13 oktober 2013, var en svensk jurist.
Wennergren, vars far var länsassessor Charles Wennergren, avlade juris kandidatexamen i Uppsala 1949 och gjorde tingstjänstgöring 1949–1952, varefter han anställdes i kammarrätten 1952. Han blev assessor i kammarrätten 1963, var sakkunnig i Justitiedepartementet 1964–1966, kanslichef hos Justitieombudsmannen 1966–1969, ställföreträdande justitieombudsman 1969–1972, justitieombudsman 1972–1976, regeringsråd i Regeringsrätten 1976–1979 och lagman i länsrätten i Östergötlands län 1979–1992.
År 1978 utnämndes han till juris hedersdoktor vid Uppsala universitet.

## Utmärkelser
- Riddare av Nordstjärneorden, 1968.[2]
- Kommendör av första klass av Nordstjärneorden, 3 december 1974.[3]